# Rhizogeton
Rhizogeton is een geslacht van neteldieren uit de  familie van de Oceaniidae.

## Soorten
- Rhizogeton conicum Schuchert, 1996
- Rhizogeton ezoense Yamada, 1964
- Rhizogeton fusiformis L. Agassiz, 1862
- Rhizogeton nudus Broch, 1910
- Rhizogeton sterreri (Calder, 1988)